# Euderces picipes
Euderces picipes är en skalbaggsart som först beskrevs av Fabricius 1787.  Euderces picipes ingår i släktet Euderces och familjen långhorningar. Inga underarter finns listade i Catalogue of Life.